# دسکی (مرکزی جاسک)
دسکی (جاسک)، روستایی از توابع بخش مرکزی شهرستان جاسک در استان هرمزگان ایران است.

## جمعیت
این روستا در دهستان گابریک قرار دارد و براساس سرشماری مرکز آمار ایران در سال ۱۳۸۵، جمعیت آن زیر سه خانوار بوده‌است.